# Tarachomantis
Tarachomantis, es un género de las mantis, de la familia Mantidae, del orden Mantodea. Es originario de África.

## Especies
- Tarachomantis alaotrana
- Tarachomantis betanimena
- Tarachomantis betsilea
- Tarachomantis caldwellii
- Tarachomantis confusa
- Tarachomantis hova
- Tarachomantis rubiginosa
- Tarachomantis sakalava